# 山田修市
山田 修市（やまだ しゅういち、1948年 - ）は、日本の洋画家。東北芸術工科大学教授、京都造形芸術大学客員教授。独立美術協会会員。
新潟県新潟市生まれ。1973年東京芸術大学大学院修了。

## 主な作品
- 『四季の風』福島競馬場ステンドグラス

## 受賞等
- 1972年 　大橋賞 　東京藝術大学学生で優秀
- 1978年、1983年 　埼玉県展知事賞 　埼玉県展で最高賞
- 1984年、1985年 　独立賞 　独立美術協会展にて最高賞
- 1989年 　ジャパン大賞 　ジャパン大賞展で最高賞
- 1989年 　人間賛歌佳作賞 　北里研究所買い上げ
- 1991年 昭和会賞